# The Amityville Horror (película de 2005)
The Amityville Horror (titulada: La morada del miedo en España, El terror en Amityville en Venezuela y Terror en Amityville en Argentina, México y Perú), es una película estadounidense de terror sobrenatural de 2005 dirigida por Andrew Douglas y protagonizada por Ryan Reynolds, Melissa George, Philip Baker Hall y Chloë Grace Moretz (en su début cinematográfico). Es la novena entrega de la serie de películas de la casa embrujada de Amityville y una nueva versión de película homónima de 1979 de Stuart Rosenberg, que a su vez se basó en el libro Horror en Amityville de Jay Anson y en los hechos ocurridos en Amityville en la calle Ocean Avenue 112.
La película fue estrenada en los Estados Unidos el 15 de abril de 2005 por Metro-Goldwyn-Mayer (MGM) y Dimension Films. Recibió críticas negativas y muchos la calificaron de derivada de la película original, pero dijeron que no aportaba nada nuevo. A pesar de las recepción negativa por parte de los críticos, recaudó $108 millones de dólares con un presupuesto de $19 millones de dólares.

## Argumento
El 13 de noviembre de 1974, la policía del condado de Suffolk recibió una terrorífica llamada para que acudieran cuanto antes al número 112 de la Avenida Ocean, en Amityville, Long Island. Al llegar a la casa descubren una espeluznante masacre que conmocionó a todo el pueblo. Ronald DeFeo Jr. confesó haber matado con una escopeta a sus padres y a sus cuatro hermanos mientras dormían. Al parecer, unas voces eran las que le impulsaron a cometer el asesinato. Un año más tarde, el matrimonio formado por George y Kathy Lutz se muda a esa misma casa con sus hijos con el fin de tener el hogar que siempre habían soñado. Pero pronto comienzan a ocurrir cosas raras: su hija Chelsea se inventa una amiga imaginaria llamada Jodie, y George comienza a tener visiones espeluznantes y a escuchar en su cabeza unas malignas voces.

## Reparto
- Ryan Reynolds - George Lutz
- Melissa George - Kathy Lutz
- Jesse James - Billy Lutz
- Jimmy Bennett - Michael Lutz
- Chloë Grace Moretz - Chelsea Lutz
- Rachel Nichols - Lisa
- Philip Baker Hall - Padre McNamara
- Isabel Conner - Jodie DeFeo
- Brendan Donaldson - Ronald DeFeo Jr.

## Producción
Aunque la película se sitúa en Long Island, esta se filmó en Chicago, Antioch, Buffalo Grove y Fox Lake en Illinois y en Salem y Silver Lake en Wisconsin. La casa útilizada es una mansión construida en los años 1800, la casa fue modificada temporalmente para agregar las famosas "ventanas de ojo". La casa está ubicada en Salem, en el 27618 de Silver Lake Road. La fachada construida para la película costó alrededor de $60,000 dólares. Después del fin de la producción, la fachada permaneció en la casa durante un tiempo y finalmente fue cuidadosamente retirada. Las famosas ventanas de "ojos malignos" se conservaron en secciones de las paredes que todavía tienen el papel tapiz utilizado en la película. En 2017, las ventanas se vendieron luego de haber permanecido en el ático de la casa por más una década. El comprador vive en el mismo vecindario y tiene las ventanas en exhibición.
MGM afirmó que la nueva versión se basó en nueva información descubierta durante la investigación de los eventos originales, pero George Lutz más tarde afirmó que nadie habló con él o su familia sobre el proyecto. Cuando inicialmente escuchó que estaba en marcha, su abogado contactó al estudio para averiguar que tenían en las etapas de planificación y para expresar la creencia de Lutz de que no tenían derecho a proceder sin su opinión. Se enviaron tres cartas y no se respondió ninguna. En junio de 2004, el estudio presentó una moción de "alivo declaratorio" (declaratory felief en inglés) en la corte federal, insistiendo en que tenían derecho a hacer un remake, y Lutz respondió, citando violaciones del contrato original que había continuado durante los años posteriores al estreno de la primera película. El caso quedó sin resolver cuando Lutz murió en mayo de 2006.

## Recepción

### Taquilla
The Amityville Horror se estrenó en 3,323 salas de cine de los Estados Unidos el 15 de abril de 2005 y ganó $23,527,007 en su primer fin de semana, quedando en primer lugar de la taquilla nacional. En algún momento recaudó $65,233,369 a nivel nacional y $42,813,762 en mercados extranjeros para obtener una taquilla mundial de $108,047,131 dólares.

### Crítica
La película recibió críticas negativas. Tiene un porcentaje de 24% en el sitio web Rotten Tomatoes basado 161 reseñas, con una calificación promedio de 4.1/10. En Metacritic tiene una calificación de 33 de 100 basada en 31 reseñas indicando "criticas generalmente desfavorables".

## Lanzamiento en formato doméstico
La película fue lanzada en DVD en ediciones separadas de pantalla ancha y pantalla completa el 4 de octubre de 2005. Las características especiales incluyen comentarios del protagonista Ryan Reynolds y de los productores Andrew Form y Brad Fuller, ocho escenas eliminadas, comentarios sobre las escenas de asesinatos y detrás de cámaras de la película.
Una versión en VHS se lanzó el mismo día siendo la última película de Dimension Films en lanzarse en este formato. Miramax maneja los derechos de distribución digital, con la inclusión de su propio logotipo.

## Controversia
El verdadero George Lutz denunció a la película como una "mentira" respecto a la historia "real". Lutz estaba demandando a los cineastas al momento de su muerte en mayo de 2006.